# Les Bracelets rouges (série télévisée espagnole)
Pour les articles homonymes, voir Les Bracelets rouges.
Les Bracelets rouges (Polseres vermelles) est une série télévisée catalane en 28 épisodes de 40 à 54 minutes créée par Albert Espinosa Puig et diffusée entre le 24 janvier 2011 et le 22 avril 2013 sur TV3 (Televisió de Catalunya).
En France, elle est diffusée depuis le 17 janvier 2013 sur Numéro 23,,, en Suisse, depuis janvier 2016 sur Rouge TV et au Québec depuis le 4 juillet 2016 sur TOU.TV.
La série a également été disponible en replay sur MyTF1 à partir du 4 mars 2019 pour la saison 1, et du 1er avril pour la saison 2. Les épisodes sont restés un an en ligne.

## Synopsis
Les Bracelets rouges est avant tout une histoire d’amitié entre des enfants de 8 à 17 ans qui, malgré leur maladie et leur cadre de vie, souhaitent construire un quotidien identique à celui de n’importe quel enfant de leur âge. Surmontant les obstacles et forts d’une volonté de vivre pleinement leur vie, ces six ados nous font partager leur désir de rire, de tomber amoureux, de découvrir de nouvelles choses, etc.
Tout commence avec l’arrivée de Jordi, 14 ans, qui a un cancer du tibia qui l’oblige à se faire amputer d’une jambe. Les médecins l’installent dans la chambre de Léo, qui a traversé la même épreuve et continue de se battre contre un cancer récidiviste. Ils deviennent immédiatement amis et décident de former une bande. Comme chacun sait, toute bande qui se respecte a besoin de six membres : le chef, le co-chef (eux deux), le beau gosse, le malin, la fille et l’irremplaçable. La tâche n’est pas facile, mais nos deux héros s’y attellent avec ferveur, et rapidement les quatre postes sont pourvus : l’énergique Cristina qui souffre d’anorexie sera la fille ; l’insolent Yanis, emmené d’urgence à l’hôpital après un malaise dans la cour de son école, sera le beau gosse ; l’étrange Toni, victime d’un accident de moto, sera le malin ; et Roc, qui est plongé dans le coma, mais qui entend tout, sera l’irremplaçable. Ensemble ils vont s’épauler et s’aider à traverser l’épreuve de leur hospitalisation. Le symbole qui les unit désormais est le bracelet rouge que les patients doivent porter avant une opération. Il représente leur volonté de se battre, de vivre, et de continuer à expérimenter de nouvelles choses, comme tous les adolescents de leur âge.
Les Bracelets rouges est une série hospitalière inédite : Les héros ne sont pas les médecins, mais les (jeunes) patients. Tirée de l’histoire vraie de son créateur, Albert Espinosa – qui a survécu à trois cancers et qui assure : « On ne meurt pas de la maladie dans un hôpital, mais d’ennui », les Bracelets rouges concilie tendresse et humour, sans jamais sombrer dans le pathos. Des histoires d’enfants qui ne perdent jamais espoir en la vie, en l’amour et en l’amitié.

## Distribution

### Acteurs principaux
- Àlex Monner (VF : Benjamin Pascal) : Lleó
- Igor Szpakowski (VF : Bruno Méyère) : Jordi
- Nil Cardoner (VF : Hélène Bizot) : Roc
- Joana Vilapuig (VF : Fanny Bloc) : Cristina
- Mikel Iglesias (VF : Gabriel Bismuth-Bienaimé) : Yanis (Ignasi originellement)
- Marc Balaguer (VF : Taric Mehani) : Toni

### Acteurs récurrents
- Andreu Benito (VF : Marc Bretonnière) : Benito
- Marta Angelat (VF : Céline Duhamel) : Dr Andrade
- Andreu Rifé (VF : Jérôme Rebbot) : Mir Josep
- Bruna Cusí (VF : Chantal Baroin) : Gavina
- Armand Villén (VF : Benoît DuPac) : le père de Yanis
- Quimet Pla (VF : Michel Raimbault) : le grand-père de Tony
- Llum Barrera (VF : Odile Schmitt) : la mère de Roc
- Marcel Borràs (VF : Jonathan Amram) : Roger
- Eva de Luis (VF : Laurence Bréheret) : la mère de Yanis
- Àlex Maruny (VF : Rémi Caillebot) : Victor
- Laia Costa : Rym
- Èlia Solé : Eva
- Noah Manni : Dani
- Abel Rodríguez : Lucas
- Paula Vélez : Mariona
- Juanma Falcón : Juanma
- Xicu Masó : Mercero
- Duna Jové : Mère de Jordi
- Albert Pérez : Dr Montcada
- Ferran Rull : Bru
- Montserrat Miralles : Infirmière Esther
- Laura Yuste : Infirmière Laura
- Mireia Vilapuig : Àlex
- Christian Guiriguet : Père Jordi
- Ian Güell Camps : Rodri
- Jaume Borràs: Nuno
- Ignasi Guasch Martínez : Dr Abel
- Minnie Marx : Mme Hermínia
- Alada Vila : Olga
- Elena Vilaplana : Infirmière en anorexie
- Caterina María Alorda : Dr en anorexie
- Marc Brualla : Responsable en orthopédie
- Anna Gonzalvo : Carol
- Xavi Saiz : l'anesthésiste
- Albert Prat : Kike
- Caterina Alorda : Dr Marcos

- Version française
  - Société de doublage : All in Studios[4]
  - Direction artistique : Sophie Buril[4]
  - Adaptation des dialogues : Cécile Carpentier, Valérie Tateossian, David Ecosse, Juliette De La Cruz et Pierre-Henri Guenot[4]
  - Enregistrement et mixage : Thibault De Joux[4]

Source VF : Doublage Séries Database

## Personnages

### Personnages principaux
- Léo (Lleó) : amputé d'une jambe neuf mois avant le début de la série, il est toujours hospitalisé pour un cancer du poumon qui s'est déclaré tout juste après. Il apprend plus tard que sa tumeur a grossi. Il joue le rôle du leader des Bracelets rouges. Il sort presque un an avec Cristina, mais ils finissent par rompre lorsqu'elle sort. Lors de la seconde saison, il devient très ami avec Rym, mais se rapproche de nouveau de Cristina.

- Jordi : originaire d'Andorre, il arrive à l'hôpital au début de la série, afin de se faire amputer d'une jambe car il souffre d'une tumeur au tibia. Il est le second leader des Bracelets rouges. Il apprend ensuite qu'il a une autre tumeur au bras qui s'avéra bénigne, après une biopsie. Quelque temps avant, il dit être convaincu que sa nouvelle tumeur n'est pas maligne, mais c'est faux. Il croit même avoir une tumeur au cerveau, puisque, depuis quelques semaines, il a la capacité de voir Yanis. Mais l'esprit de son ami veut surtout qu'il revienne parmi les autres bracelets. Et Jordi les retrouvera.

- Roc : le plus jeune du groupe, il est dans le coma depuis deux ans, à la suite d'un accident à la piscine. Il est l'irremplaçable des Bracelets rouges. C'est Benito qui l'aidera à sortir des limbes. Dans la seconde saison, on aperçoit les effets secondaires liés à son coma. Le jeune garçon a peu d'amis, les personnes autour de lui ne le comprennent pas forcément, et il préfère davantage jouer de la musique plutôt que de parler. Il arrivera par le biais de divers rêves à parler à une patiente qui est toujours dans le coma et qui se nomme Nouria. On apprend même qu'il a des sentiments à son égard.

- Cristina : surnommée Cris, elle est hospitalisée pour des problèmes d'anorexie-boulimie. Elle joue le rôle de la fille des Bracelets rouges. Elle arrive à sortir de l'anorexie grâce aux Bracelets rouges. Après plusieurs mois, elle rechutera jusqu'à faire une tentative de suicide. Elle aura également une relation amoureuse avec Léo. Sa force réside dans l'union des Bracelets rouges.

- Tony : un orphelin atteint du syndrome d'Asperger, ayant été battu par son père durant son enfance. Pour célébrer ses 17 ans, son grand-père lui permet de conduire une moto, mais il a un accident et se retrouve à l'hôpital. Roc arrive à télé-communiquer avec lui, en lui parlant.

- Yanis (Ignasi) : partenaire de chambre de Roc. Après avoir eu un malaise cardiaque à l'école, il s'effondre au sol. Pas très content d'être hospitalisé, il met plusieurs jours avant d'accepter le fait qu'il ne va pas très bien. Après plusieurs examens, les médecins ne savent pas ce qu'il a. Un vieux médecin diagnostique enfin une maladie rare, et lui dit qu'il a cinquante pour cent de chance de mourir. Yanis cachera alors son opération à tous les Bracelets rouges. Après sa disparition, son esprit reste dans la saison 2 et Jordi est le seul qui arrive à le voir. Dans la bande, il occupe le rôle du beau gosse.

### Personnages secondaires
- Lourdes : la belle-mère de Yanis, très proche de ce dernier. Elle a beaucoup de mal à surmonter son départ, mais aura un bébé lors de la seconde saison, petite fille prématurée.

- Dr Andrade : médecin-chirurgienne qui travaille au service pédiatrique. Elle a été mutée dans ce service le jour-même où Léo a dû être hospitalisé. Elle a examiné Bénito lors de son arrivée à l'hôpital.

- Roger : jeune homme ayant perdu l'usage de ses jambes, il rencontre les Bracelets rouges à l'hôpital. Dans la première saison, seuls ses membres inférieurs sont paralysés, dans la seconde saison, son bras gauche se paralyse. Cet homme très généreux va payer la prothèse orthopédique de Léo, mais également l'urne dans lesquelles les cendres de Bénito reposeront pendant quelques mois.

- Rym : jeune fille atteinte d'un cancer du sein droit. Très proche de Léo, elle partagera pendant plusieurs jours sa chambre. Malheureusement pour elle, la greffe de peau visant à reconstruire son sein, n'a pas fonctionné.

- Herminia : vieille dame hospitalisée, occupant une chambre de deux personnes. Cette joueuse de poker fait également du troc dans l'hôpital.

- Alex : jeune fille hospitalisée à deux reprises pour des brûlures. Tony est convaincu qu'elle est un ange, ce qui est sous-entendu dans la seconde saison, quand elle offre à Léo une vie sans le cancer. Elle et Tony se rapprochent à la fin de la seconde saison.

- Mercero : aide soignant et brancardier, qui conseille les Bracelets rouges et les rappelle parfois à l'ordre. Ce père de famille de sept enfants aime bien donner des conseils aux jeunes hospitalisés.

- Mercedes : mère de Roc, également clown hospitalier, afin de remonter le moral et d'amuser les enfants hospitalisés.

- Benito : vieil homme qui a poussé Léo à former les Bracelets Rouges. Il est atteint d'une maladie génétique qu'avait sa mère et qu'ont également ses cinq frères et sa sœur. Il révèle d'ailleurs à Léo un lourd secret qu'il garde en lui depuis bien des années.

- Victor : petit ami de Cris, rencontrée à Toulouse.

- Nino : colocataire de chambre de Benito, il aidera les bracelets à faire un concert en l'honneur de Roc. On apprend qu'avant d'être à la retraite il était un ingénieur du son.

- Kike : frère de Rym, très occupé de par la maladie de sa sœur.

- Rodri : camarade de classe de Yanis. Rodri a toujours été maltraité par Yanis à l'école jusqu'à ce qu'il se rende compte qu'il a une personne très spéciale en elle. Il amène des cadeaux à Yanis et ses cours. Ils deviendront alors amis.

- Bruno : adolescent qui doit subir une nouvelle greffe de rein après que sa précédente a échoué. Les Bracelets Rouges sont convaincus qu'il est un vampire : teint pâle, il ne parle pas, il ne rentre pas tant qu'on ne lui en donne pas l'autorisation, il préfère l'ombre au soleil.

- Yoann : enfant d'une dizaine d'années, atteint d'une leucémie (cancer du sang), il est également atteint de la trisomie 21.

- Eva : camarade de chambre de Cris pendant la seconde saison. Hospitalisée pour des troubles psychiques, elle respire l'odeur de toutes personnes l'entourant. Elle entraîne la tentative de suicide puis la fuite de Cristina.

- Olga : autre camarade chambre de Cris, hospitalisée pour un problème de surpoids.

- Dani : enfant de 12 ans, dont les os ne peuvent plus grandir, mais pour lequel les médecins tentent de trouver un remède.

- Lucas : âgé de 11 ans, il souffre de la maladie des os de verre.

- Mariona : petite fille de 10 ans souffrant d'une maladie affectant son système respiratoire : ses poumons ne se dilatent pas tout seuls. Elle est très proche de Dani et de Lucas.

- Dr Abel : chargé de s'occuper de Rym, il lui explique les risques des deux opérations qu'elle va subir. Il a opéré Tony à la suite de son accident de moto.

## Épisodes

### Première saison (2011)

#### Épisode 1:Les Bracelets Rouges
- Catalogne : 24 janvier 2011 sur TV3
- Catalogne : depuis le 30 mars 2011 sur Youtube
- Espagne : 9 juillet 2012 sur Antena 3
- France : 17 janvier 2013 sur Numéro 23
- Suisse : 3 février 2016 sur Rouge TV
- Québec : 4 juillet 2016 sur TOU.TV

- Catalogne : 0,459 million de téléspectateurs (14,2 %) [5]
- Catalogne : 0,800 million de téléspectateurs sur Youtube
- Espagne : 3,031 millions de téléspectateurs (17,8 %) (première diffusion)

#### Épisode 2:Espérance
- Catalogne : 31 janvier 2011 sur TV3
- Espagne : 9 juillet 2012 sur Antena 3
- France : 17 janvier 2013 sur Numéro 23
- Suisse : 3 février 2016 sur Rouge TV
- Québec : 4 juillet 2016 sur TOU.TV

- Catalogne : 0,503 million de téléspectateurs (14,8 %) [7]
- Espagne : 3,132 millions de téléspectateurs (20,7 %)

#### Épisode 3:Rapprochements
- Catalogne : 7 février 2011 sur TV3
- Espagne : 16 juillet 2012 sur Antena 3
- France : 24 janvier 2013 sur Numéro 23
- Suisse : 10 février 2016 sur Rouge TV
- Québec : 4 juillet 2016 sur TOU.TV

- Catalogne : 0,463 million de téléspectateurs (15,4 %) [9]
- Espagne : 2,716 millions de téléspectateurs (17,5 %)

#### Épisode 4:Nuit de pluie
- Catalogne : 14 février 2011 sur TV3
- Espagne : 16 juillet 2012 sur Antena 3
- France : 24 janvier 2013 sur Numéro 23
- Suisse : 10 février 2016 sur Rouge TV
- Québec : 4 juillet 2016 sur TOU.TV

- Catalogne : 0,478 million de téléspectateurs (15,6 %) [11]
- Espagne : 2,809 millions de téléspectateurs (19,9 %)

#### Épisode 5:L'union fait la force
- Catalogne : 21 février 2011 sur TV3
- Espagne : 23 juillet 2012 sur Antena 3
- France : 31 janvier 2013 sur Numéro 23
- Suisse : 17 février 2016 sur Rouge TV
- Québec : 4 juillet 2016 sur TOU.TV

- Catalogne : 0,475 million de téléspectateurs (14,8 %) [13]
- Espagne : 2,507 millions de téléspectateurs (16,1 %)

#### Épisode 6:Un dimanche à l'hôpital
- Catalogne : 28 février 2011 sur TV3
- Espagne : 30 juillet 2012 sur Antena 3
- France : 7 février 2013 sur Numéro 23
- Suisse : 17 février 2016 sur Rouge TV
- Québec : 4 juillet 2016 sur TOU.TV

- Catalogne : 0,512 million de téléspectateurs (16,3 %) [15]
- Espagne : 2,425 millions de téléspectateurs (15,9 %)

#### Épisode 7:La Nuit de la Saint Jean
- Catalogne : 7 mars 2011 sur TV3
- Espagne : 6 août 2012 sur Antena 3
- France : 14 février 2013 sur Numéro 23
- Suisse : 24 février 2016 sur Rouge TV
- Québec : 4 juillet 2016 sur TOU.TV

- Catalogne : 0,447 million de téléspectateurs (14,3 %) [17]
- Espagne : 2,091 millions de téléspectateurs (15,9 %)

#### Épisode 8:Pertes et profits
- Catalogne : 14 mars 2011 sur TV3
- Espagne : 13 août 2012 sur Antena 3
- France : 21 février 2013 sur Numéro 23
- Suisse : 24 février 2016 sur Rouge TV
- Québec : 4 juillet 2016 sur TOU.TV

- Catalogne : 0,489 million de téléspectateurs (15,9 %) [18]
- Espagne : 1,835 million de téléspectateurs (14,0 %)

#### Épisode 9:Tristesse
- Catalogne : 28 mars 2011 sur TV3
- Espagne : 20 août 2012 sur Antena 3
- France : 28 février 2013 sur Numéro 23
- Suisse : 2 mars 2016 sur Rouge TV
- Québec : 4 juillet 2016 sur TOU.TV

- Catalogne : 0,501 million de téléspectateurs (15,6 %)
- Espagne : 1,945 million de téléspectateurs (14,2 %)

#### Épisode 10:Dire adieu
- Catalogne : 4 avril 2011 sur TV3
- Espagne : 27 août 2012 sur Antena 3
- France : 7 mars 2013 sur Numéro 23
- Suisse : 2 mars 2016 sur Rouge TV
- Québec : 4 juillet 2016 sur TOU.TV

- Catalogne : 0,586 million de téléspectateurs (18,3 %) [19]
- Espagne : 2,043 millions de téléspectateurs (13,7 %)

#### Épisode 11:Grands et petits problèmes
- Catalogne : 11 avril 2011 sur TV3
- Espagne : 3 septembre 2012 sur Antena 3
- France : 14 mars 2013 sur Numéro 23
- Suisse : 9 mars 2016 sur Rouge TV
- Québec : 4 juillet 2016 sur TOU.TV

- Catalogne : 0,562 million de téléspectateurs (17,0 %) [20]
- Espagne : 2,550 millions de téléspectateurs (14,9 %)

#### Épisode 12:Le Début de la fin - Partie 1
- Catalogne : 18 avril 2011 sur TV3
- Espagne : 10 septembre 2012 sur Antena 3
- France : 21 mars 2013 sur Numéro 23
- Suisse : 9 mars 2016 sur Rouge TV
- Québec : 4 juillet 2016 sur TOU.TV

- Catalogne : 0,522 million de téléspectateurs (16,3 %) [21]
- Espagne : 1,839 million de téléspectateurs (10,5 %)

Mireia Vilapuig, sœur de Joana Vilapuig interprète Alex.

#### Épisode 13:Le Début de la fin - Partie 2
- Catalogne : 2 mai 2011 sur TV3
- Espagne : 1er octobre 2012 sur Antena 3
- France : 28 mars 2013 sur Numéro 23
- Suisse : 16 mars 2016 sur Rouge TV
- Québec : 4 juillet 2016 sur TOU.TV

- Catalogne : 0,656 million de téléspectateurs (20,6 %) [22]
- Espagne : 2,067 millions de téléspectateurs (11,7 %)

### Deuxième saison (2013)

#### Épisode 1:Léo
- Catalogne :  sur TV3
- Espagne : 8 juillet 2013 sur Antena 3
- France :  sur Numéro 23
- Suisse :  sur Rouge TV
- Québec :  sur TOU.TV

- Catalogne : 0,842 million de téléspectateurs (25,1 %)
- Espagne : 1,687 million de téléspectateurs (10,3 %)

#### Épisode 2:Jordi
- Catalogne :  sur TV3
- Espagne : 8 juillet 2013 sur Antena 3
- France :  sur Numéro 23
- Suisse :  sur Rouge TV
- Québec :  sur TOU.TV

- Catalogne : 0,796 million de téléspectateurs (24,7 %)
- Espagne : 1,782 million de téléspectateurs (12,2 %)

#### Épisode 3:Cris
- Catalogne :  sur TV3
- Espagne : 15 juillet 2013 sur Antena 3
- France :  sur Numéro 23
- Suisse :  sur Rouge TV
- Québec :  sur TOU.TV

- Catalogne : 0,777 million de téléspectateurs (23.4%)
- Espagne : 1,557 million de téléspectateurs (9.6%)

#### Épisode 4:Toni et Roc
- Catalogne :  sur TV3
- Espagne : 15 juillet 2013 sur Antena 3
- France :  sur Numéro 23
- Suisse :  sur Rouge TV
- Québec :  sur TOU.TV

- Catalogne : 0,705 million de téléspectateurs (21.7%)
- Espagne : 1,691 million de téléspectateurs (12.0%)

#### Épisode 5:Benito
- Catalogne :  sur TV3
- Espagne : 22 juillet 2013 sur Antena 3
- France :  sur Numéro 23
- Suisse :  sur Rouge TV
- Québec :  sur TOU.TV

- Catalogne : 0,714 million de téléspectateurs (22.7%)
- Espagne : 1,239 million de téléspectateurs (8.0%)

#### Épisode 6:Le Retour du Leader
- Catalogne :  sur TV3
- Espagne : 22 juillet 2013 sur Antena 3
- France :  sur Numéro 23
- Suisse :  sur Rouge TV
- Québec :  sur TOU.TV

- Catalogne : 0,617 million de téléspectateurs (18.5%)
- Espagne : 1,373 million de téléspectateurs (9.8%)

#### Épisode 7:Ce n'est jamais facile
- Catalogne :  sur TV3
- Espagne : 29 juillet 2013 sur Antena 3
- France :  sur Numéro 23
- Suisse :  sur Rouge TV
- Québec :  sur TOU.TV

- Catalogne : 0,633 million de téléspectateurs (19.7%)
- Espagne : 1,400 million de téléspectateurs (9.1%)

#### Épisode 8:Nuit d'angoisse pour les bracelets
- Catalogne :  sur TV3
- Espagne : 29 juillet 2013 sur Antena 3
- France :  sur Numéro 23
- Suisse :  sur Rouge TV
- Québec :  sur TOU.TV

- Catalogne : 0,687 million de téléspectateurs (20.3%)
- Espagne : 1,393 million de téléspectateurs (10.6%)

#### Épisode 9:Émotions en pagaille
- Catalogne :  sur TV3
- Espagne : 29 juillet 2013 sur Antena 3
- France :  sur Numéro 23
- Suisse :  sur Rouge TV
- Québec :  sur TOU.TV

- Catalogne : 0,705 million de téléspectateurs (23.4%)
- Espagne : 1,246 million de téléspectateurs (14.6%)

#### Épisode 10:Un jour pas ordinaire
- Catalogne :  sur TV3
- Espagne : 5 août 2013 sur Antena 3
- France :  sur Numéro 23
- Suisse :  sur Rouge TV
- Québec :  sur TOU.TV

- Catalogne : 0,687 million de téléspectateurs (19.6%)
- Espagne : 1,409 million de téléspectateurs (9.9%)

#### Épisode 11:Bientôt 18 ans
- Catalogne :  sur TV3
- Espagne : 5 août 2013 sur Antena 3
- France :  sur Numéro 23
- Suisse :  sur Rouge TV
- Québec :  sur TOU.TV

- Catalogne : 0,642 million de téléspectateurs (21.7%)
- Espagne : 1,336 million de téléspectateurs (10.8%)

#### Épisode 12:Une autre vie
- Catalogne :  sur TV3
- Espagne : 5 août 2013 sur Antena 3
- France :  sur Numéro 23
- Suisse :  sur Rouge TV
- Québec :  sur TOU.TV

- Catalogne : 0,674 million de téléspectateurs (17.8%)
- Espagne : 1,226 million de téléspectateurs (14.3%)

#### Épisode 13:La Bande
- Catalogne :  sur TV3
- Espagne : 12 août 2013 sur Antena 3
- France :  sur Numéro 23
- Suisse :  sur Rouge TV
- Québec :  sur TOU.TV

- Catalogne : 0,607 million de téléspectateurs (17.7%)
- Espagne : 1,203 million de téléspectateurs (8.7%)

#### Épisode 14:Voyage vers la sagesse
- Catalogne :  sur TV3
- Espagne : 12 août 2013 sur Antena 3
- France :  sur Numéro 23
- Suisse :  sur Rouge TV
- Québec :  sur TOU.TV

- Catalogne : 0,596 million de téléspectateurs (16.1%)
- Espagne : 1,186 million de téléspectateurs (10.0%)

#### Épisode 15:Les adieux
- Catalogne : 22 avril 2013 sur TV3
- Espagne : 12 août 2013 sur Antena 3
- France :  sur Numéro 23
- Suisse :  sur Rouge TV
- Québec :  sur TOU.TV

- Catalogne : 0,684 million de téléspectateurs (20.6%)
- Espagne : 1,049 million de téléspectateurs (13.4%)

## Adaptation

### Audiences et diffusions
| Nom                                                    | Pays où est diffusé chaque version                        | Chaîne                                        | Diffusion                         | Audience                                         | Site officiel |
| ------------------------------------------------------ | --------------------------------------------------------- | --------------------------------------------- | --------------------------------- | ------------------------------------------------ | ------------- |
| Polseres vermelles Pulseras Rojas Les Bracelets rouges | Catalogne Espagne Argentine Mexique Finlande Suède France | TV3 Antena 3 VOD Telefe Yle TV2 SVT Numéro 23 | 2011 - 2013 2012 - 2013 2013-2014 | 487 964 en moyenne 1 848 821 en moyenne (13,6 %) |               |
| Red Band Society                                       | États-Unis                                                | FOX                                           | 2014 - 2015                       | 2 806 923 en moyenne (taux : 0.67%)              |               |
| Braccialetti Rossi                                     | Italie                                                    | Rai 1                                         | 2014 - 2016                       | 5 432 947 en moyenne                             |               |
| Pulseras Rojas                                         | Chili                                                     | TVN                                           | 2014                              | NC                                               |               |
| Pulseras Rojas                                         | Pérou                                                     | América Televisión                            | 2015                              | NC                                               |               |
| Club der roten Bänder (de)                             | Allemagne                                                 | VOX                                           | 2015 - 2017                       | 2 556 333 en moyenne                             |               |
| Красные браслеты (ru)                                  | Russie Ukraine                                            | Первый канал СТБ                              | 2017 - 2017                       | NC                                               |               |
| Les Bracelets rouges                                   | France                                                    | TF1                                           | 2018 -                            | 5 216 764 en moyenne (22,80%)                    |               |
| Red Band Society (الشريط الأحمر)                       | Égypte Pays arabes                                        | Middle East Television                        | 2018                              |                                                  |               |
| Červené pasky                                          | Slovaquie                                                 | Markíza                                       | 2020-                             |                                                  |               |
| Les Bracelets Rouges                                   | Canada Québec                                             | TVA                                           | 2022-                             |                                                  |               |

### Personnages et interprètes
| Rôle             | Catalogne                 | États-Unis                        | Italie                           | Allemagne                            | France                   | Égypte                  | Slovaquie | Canada |
| ---------------- | ------------------------- | --------------------------------- | -------------------------------- | ------------------------------------ | ------------------------ | ----------------------- | --------- | ------ |
| Le Leader        | Lléo (Àlex Monner)        | Leo Roth (Charlie Rowe)           | Leo Correani (Carmine Buschini)  | Leo Roland (Tim Oliver Schultz)      | Clément (Tom Rivoire)    |                         | Leo       | Félix  |
| Le Beau gosse    | Ignasi (Mikel Iglesias)   | Kara Souders (Zoe Levin)          | Davide Di Salvo (Mirko Trovato)  | Alexander Breidtbach (Timur Bartels) | Sarah (Esther Valding)   |                         | Erik      | Kim    |
| La Fille         | Cristina (Joana Vilapuig) | Emma Chota (Ciara Bravo)          | Cristina Valli (Aurora Ruffino)  | Emma Wolfshagen (Luise Befort)       | Roxanne (Louna Espinosa) | Maryam (Nour Ehab)      | Ema       | Flavie |
| L'irremplaçable  | Roc (Nil Cardoner)        | Charles Hutchison (Griffin Gluck) | Rocco Parigi (Lorenzo Guidi)     | Hugo Krüger (Nick Shuck)             | Côme (Marius Blivet)     | Marwan (Youssef Hossam) | Hugo      | Albert |
| Le Second leader | Jordi (Igor Szpakowski)   | Jordi Palacios (Nolan Sotillo)    | Valentino Maggi (Brando Pacitto) | Jonas Neumann (Damian Hardung)       | Thomas (Audran Cattin)   |                         | Jonas     | Justin |
| Le Malin         | Toni (Marc Balguer)       | Dash Hosney (Astro)               | Antonio Cerasi (Pio Piscicelli)  | Anton Vogel (Ivo Kortlang)           | Medhi (Azize Diabaté)    |                         | Adam      | Kevin  |

## Lieux de tournage
- La piscine municipale de Montjuïc

## Récompense
- Prix de la meilleure série aux Kids Emmy Awards 2015.